# VIDIX
VIDIX (VIDeo Interface for *niX) — это переносимый интерфейс, который разработан и представлен, как интерфейс драйверов, работающих на уровне пользовательских программ, чтобы предоставлять прямой доступ к оборудованию. Разрабатывался, как вспомогательная библиотека драйверов проекта MPlayerXP.

## История
Идея создать Vidix родилась как альтернатива плохо проработанным драйверам для ядра linux из проекта MPlayerhq. Долгое время vidix жил внутри  MPlayerhq и, позже, внутри mplayerxp проектов. В те дни он не был видим, как независимый проект. Это было время когда linux и многие другие клоны unix ощущали нехватку качественных драйверов для видео подсистем. Более того, почти вся документация по видеокартам была под NDA в те дни и многие хакеры кодировали свои драйвера вслепую. С помощью многих добровольцев был рождён проект vidix. Он стал интересным для других разработчиков своих проигрывателей и они попросили автора  vidix создать отдельный от mplayerxp проект. Позже, Vidix стал альтернативным набором драйверов, которые были основаны на идеях прямого доступа к оборудованию наподобие Windows' DirectX. Эти драйверы просто создавали проекцию акселерированной видео памяти, чтобы избежать преобразования цветовых схем и программного масштабирования изображения со стороны  проигрывателей. И это работало. Это было удивительно. Сегодня vidix используется многими видео проигрывателями поскольку он стал самостоятельным проектом полностью отделённым от mplayerhq и mplayerxp. Автор mplayerxp всё ещё продолжает разрабатывать vidix невзирая на факт существования новейшего dri2 расширения X-системы и доступности коммерческих драйверов со стороны поставщиков оборудования.

## Философия
Кратко,  философия vidix может быть выражена как: "быть традиционно доступным пакетом видео драйверов для *nix проигрывателей". Это просто свободный пакет драйверов, которые оптимизированы для проектов видео воспроизведения. Они покрывают почти все нужды видеопроигрывателей и предоставляют для них простейший уровень абстракций. Любой, кто пытался построить свой видеопроигрыватель найдёт эти драйвера интуитивно понятными.

## Поддерживаемое оборудование
- Cyberblade/i1
- Hauppage PVR350
- ATI Mach64 and 3dRage chips
- Matrox MGA chips
- some NVidia chips
- 3DLabs Permedia 2(3) and GLINT R3
- almost all ATI Radeons and Rage128 chips
- S3 Savage series
- SIS 300, 310 and 325 chips
- VIA Cle266 Unichrome